# Pohár mistrů evropských zemí 1957/1958
Sezóna 1957/58 byla třetím ročníkem Poháru mistrů evropských zemí. Jejím vítězem se stal španělský klub Real Madrid, který tak získal třetí titul v řadě. Tento ročník byl poznamenán leteckou katastrofou hráčů Manchesteru United vracejících se ze čtvrtfinálového zápasu v Bělehradě, při které zahynulo 8 hráčů.

## Předkolo
| Domácí v 1. zápase | Celkem | Hosté v 1. zápase      | 1. zápas | 2. zápas |
| ------------------ | ------ | ---------------------- | -------- | -------- |
| CDNA Sofia         | 3–7    | Vasas Budapešť         | 2–1      | 1–6      |
| Rangers            | 4–3    | Saint-Étienne          | 3–1      | 1–2      |
| Stade Dudelange    | 1–14   | Crvena zvezda Bělehrad | 0–5      | 1–9      |
| Aarhus GF          | 3–0    | Glenavon FC            | 0–0      | 3–0      |
| Gwardia Varšava    | 4–41   | Wismut Karl Marx Stadt | 3–1      | 1–3      |
| Sevilla            | 3–1    | Benfica Lisabon        | 3–1      | 0–0      |
| Shamrock Rovers    | 2–9    | Manchester United FC   | 0–6      | 2–3      |
| AC Milán           | 6–62   | Rapid Vídeň            | 4–1      | 2–5      |

Pozn.: Týmy Real Madrid, Royal Antverpy, Ajax, Young Boys, Dukla Praha, Norrköping, Borussia Dortmund a CCA Bukurešť měly volný los a byly tudíž nasazeny až do prvního kola.
1 Wismut Karl Marx Stadt postoupil do prvního kola díky hodu mincí, protože rozhodující zápas na neutrální půdě byl kvůli selhání osvětlení předčasně ukončen za stavu 1:1 po 100 minutách.
2 AC Milán porazil Rapid Vídeň 4:2 v rozhodujícím zápase na neutrální půdě.

## První kolo
| Domácí v 1. zápase     | Celkem | Hosté v 1. zápase      | 1. zápas | 2. zápas |
| ---------------------- | ------ | ---------------------- | -------- | -------- |
| Royal Antverpy         | 1–8    | Real Madrid            | 1–2      | 0–6      |
| Norrköping             | 3–4    | Crvena zvezda Bělehrad | 2–2      | 1–2      |
| Wismut Karl Marx Stadt | 1–4    | Ajax                   | 1–3      | 0–1      |
| Young Boys             | 2–3    | Vasas Budapešť         | 1–1      | 1–2      |
| Manchester United FC   | 3–1    | Dukla Praha            | 3–0      | 0–1      |
| Sevilla                | 4–2    | Aarhus GF              | 4–0      | 0–2      |
| Borussia Dortmund      | 5–51   | CCA Bukurešť           | 4–2      | 1–3      |
| Rangers                | 1–6    | AC Milán               | 1–4      | 0–2      |

1 Borussia Dortmund porazila CCA Bukurešť 3:1 v rozhodujícím zápase na neutrální půdě.

## Čtvrtfinále
| Domácí v 1. zápase   | Celkem | Hosté v 1. zápase      | 1. zápas | 2. zápas |
| -------------------- | ------ | ---------------------- | -------- | -------- |
| Manchester United FC | 5–4    | Crvena zvezda Bělehrad | 2–1      | 3–3      |
| Real Madrid          | 10–2   | Sevilla                | 8–0      | 2–2      |
| Ajax                 | 2–6    | Vasas Budapešť         | 2–2      | 0–4      |
| Borussia Dortmund    | 2–5    | AC Milán               | 1–1      | 1–4      |

## Semifinále
| Domácí v 1. zápase   | Celkem | Hosté v 1. zápase | 1. zápas | 2. zápas |
| -------------------- | ------ | ----------------- | -------- | -------- |
| Real Madrid          | 4–2    | Vasas Budapešť    | 4–0      | 0–2      |
| Manchester United FC | 2–5    | AC Milán          | 2–1      | 0–4      |

## Finále
| 28. května 1958                                             |                |                                                |                                                                         |
| Real Madrid                                                 | 3 – 2 (prodl.) | AC Milán                                       | Heysel Stadium, Brusel diváci: 67 000 rozhodčí: Albert Alsteen (Belgie) |
| Alfredo Di Stéfano 74' Héctor Rial 79' Francisco Gento 107' | Report         | Juan Alberto Schiaffino 59' Ernesto Grillo 77' | Heysel Stadium, Brusel diváci: 67 000 rozhodčí: Albert Alsteen (Belgie) |

## Vítěz
| Pohár mistrů evropských zemí 1957/58 Real Madrid (3. titul) Juan Alonso , Ángel Atienza, José Santamaría, Rafael Lesmes, Juan Santisteban, José María Zárraga, Raymond Kopa, Joseíto, Alfredo Di Stéfano, Héctor Rial, Francisco Gento Trener:Luis Carniglia |